# Вільгельм III (юдик Арбореї)
Вільгельм III (фр. Guillaume de Narbonne;  бл. 1383 — 17 серпня 1424) — останній юдик (володар) Арборейської юдикату у 1407—1420 роках, віконт Нарбон у 1397—1424 роках (як Вільгельм II), учасник Столітньої війни.

## Життєпис
Походив зі знатного кастильського роду Манріке де Лара. Син Вільгельма I де Лара, віконта Нарбону, і Гверіни де Бофор-Роже де Канілак (внучатої небоги папи римського Григорія XI).
Народився близько 1383 року. Був онуком Беатріси, доньки Маріано IV, юдика Арбореї. Від його імені батько намагався висунути претензії на трон Арборейського юдикату, проте марно. У 1397 році після смерті батька успадкував віконтство Нарбонське.
У 1407 році після смерті юдика Маріано V став юдиком Арбореї, тобто фактично усієї Сардинії (окрім декілько міст, що належали Арагону). Втім не прибув на острові, затвердивши намісником Леонардо Кубелло, родича колишньої династії Серра-Бас.
У цей час становище на Сардинії було складним, оскільки через потужну епідемію чуми померло чимало населення, внаслідок чого військо було ослаблено, господарство зруйновано. Цим вирішив скористатися представник Барселонської династії Мартин I, король Сицилії, який 1408 року з військом висадився в Сардинії. Кубелло вів перемовини, затягуючи час, поки до Арбореї не прибув Вільгельм III, який в Ористано коронувався на короля Арбореї.
За цим у січні 1409 року були сутички з арагонським військом. Вирішальна битва відбулася 20 червня 1409 року біля міста Санлурі, де юдик Арбореї зазнав нищівної поразки. він зміг врятуватися в замку Монреаль, а аргонці влаштували різанину сардинського населення. Ситуацію трохи врятувало те, що Мартин Сицилійський помер через 1 місяць після своєї перемоги.

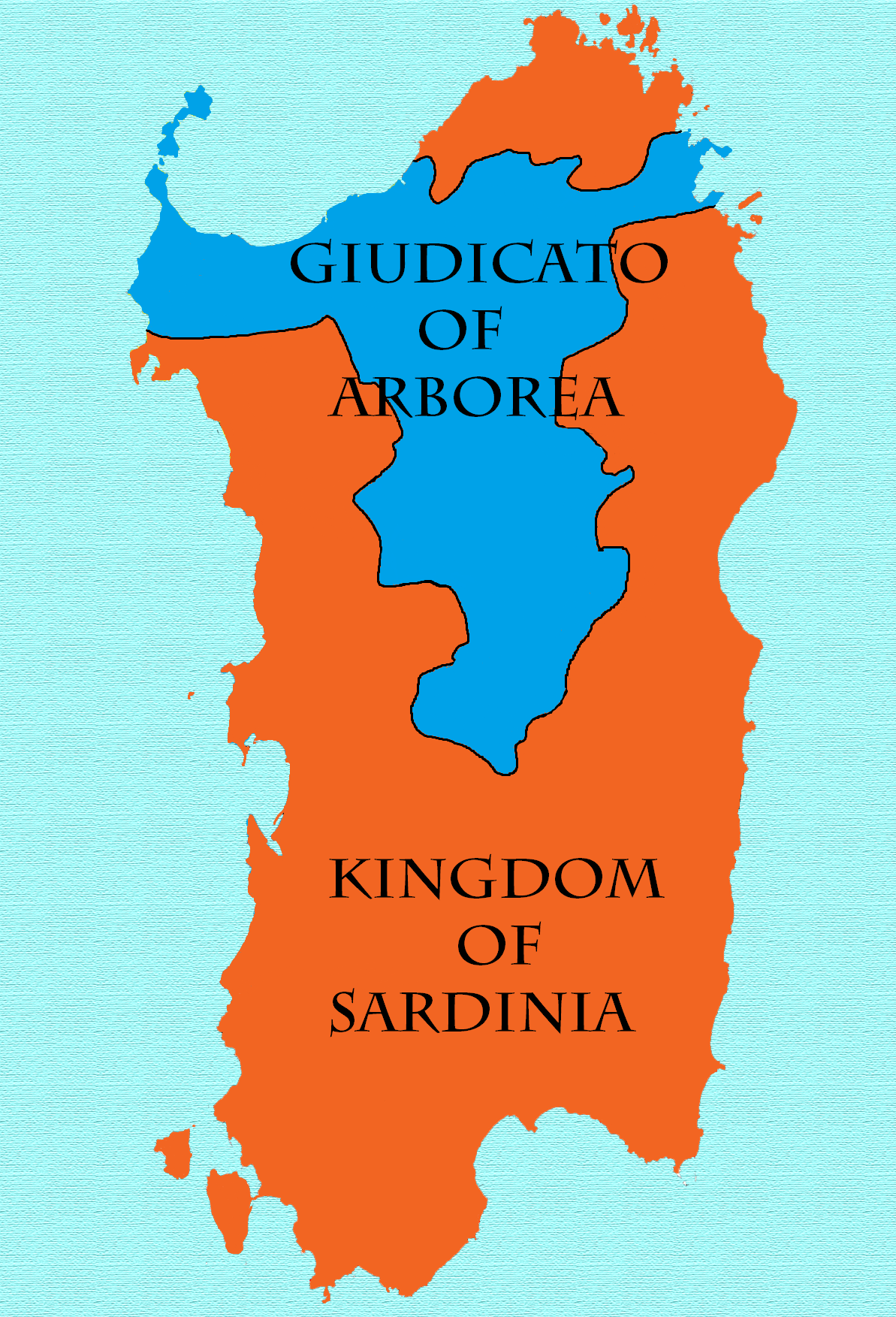
Володіння Вільгельма III у 1410—1420 роках

Вільгельм III не зміг скористатися нетривалим замиренням. Вже 1410 року на Сардинію прибув Мартин I, король Арагону, який 25 березня зайняв Ористано, де коронувався на короля Сардинії. Вільгельм де Нарбон відступив на північ, закріпившись в Сассарі, що стала новою столицею Арборейського юдикату. Він уклав союз з Ніколо Доріа, дожем Генуезької республіки, за підтримки якого відвоював Лонгосардо.
Смерть того ж року Мартина I не змінила ситуацію, оскільки його наступник Фернандо I був негайно оголошений королем Сардинії. Свої права на острів висунув також Людовик II Анжуйський.
У 1410 році перебрався до Франції, залишивши намісником Леонардо Кубелло. Того ж року долучився до Ж'єнської ліги, яку організували орлеаністи (згодом відомі як арманьяки). 1411 році повернувся на Сардинії, де спробував відвоювати Ористано, проте без успіху. 1412 року захопив важливий порт Альгеро, але невдовзі його втратив.
13 грудня 1415 року в Нарбоні прийняв Сигізмунда, імператора Священної Римської імперії, послів Кастилії, Наварри, і Арагона, Бернар VII, граф Арманьяку і граф Жан I де Фуа, з якими підписав Нарбоннську угоду, затверджене згодом собором в Констанці. Нею перевага віддавалася папі римському Бенедикту XIII перед іншими, хто оголосив себе папами (в цей час тривала Велика схизма). Того ж року оженився з представницею роду Арманьяк.
У 1417 році розпочав перемовини з арагонським королем Альфонсо V щодо продажу прав і володінь Арборейського юдикату. 10 вересня 1419 року супроводжував дофіна Карла до Монтеро, де брав участь у вбивстві Жана I, герцога Бургундії. В покарання за це вбивство король Карл VI конфіскував всі його володіння,
1420 року уклав угоду з королем Арагону щодо продажу рештки Арбореї за 100 тис. золотих флоринів. При цьому 10 тис. золотих флоринів отримав негайно.
1422 року після смерті короля Карл VI залишився вірним дофінові Карлу, який призначив його командувачем своїх військ у Нормандії. Там з'єднався з військами Жана V д'Аркура, графа д'Омаля, разом з яким завдав поразки англійцям у битві біля Берні. В нагороду дофін подарував йому місто і замок Сессенон. 1424 року спільно з д'Аркуром захопив замки Шаріте-сюр-Луар й Косн. Втім того ж року французи зазнали поразки в битві під Верне, де Вільгельм де Нарбон загинув. Англійці повісили труп, потім четвертували, зрештою його було поховано в абатстві Фонтфруад. Його володіння спадкував зведений брат П'єр де Тіньєр.

## Родина
Дружина — Маргарита, донька Жана III, графа Арманьяк
Дітей не було.